# چن شویی بیان
چن شویی بیان (انگلیسی: Chen Shui-bian؛ زاده ۱۲ اکتبر ۱۹۵۰) یک سیاست‌مدار، و وکیل اهل تایوان است.